# Ковилкінське міське поселення
Кови́лкінське міське поселення (рос. Ковылкинское городское поселение) — муніципальне утворення у складі Ковилкінського району Мордовії, Росія. Адміністративний центр — місто Ковилкіно.

## Населення
Населення — 19013 осіб (2019, 21347 у 2010, 21926 у 2002).

## Склад
До складу поселення входять такі населені пункти:
| Населений пункт      | Населення, осіб (2002) | Населення, осіб (2010) |
| -------------------- | ---------------------- | ---------------------- |
| Ковилкіно, місто     | 21873                  | 21307                  |
| Сосновий Бор, селище | 53                     | 40                     |